# Lijst van voetbalinterlands Canada - Verenigde Staten
Deze lijst van voetbalinterlands is een overzicht van alle officiële voetbalwedstrijden tussen de nationale teams van Canada en de Verenigde Staten. De buurlanden speelden tot op heden 42 keer tegen elkaar. De eerste ontmoeting, een vriendschappelijke wedstrijd, werd gespeeld in Montreal op 27 juni 1925. Het laatste duel, de troostfinale van de CONCACAF Nations League 2024/25, vond plaats op 23 maart 2025 in Inglewood.

## Wedstrijden
| №  | Plaats          | Datum             | Competitie                      | Wedstrijd                 | Uitslag |
| -- | --------------- | ----------------- | ------------------------------- | ------------------------- | ------- |
| 1  | Montreal        | 27 juni 1925      | Vriendschappelijk               | Canada – Verenigde Staten | 1 – 0   |
| 2  | Brooklyn        | 8 november 1925   | Vriendschappelijk               | Verenigde Staten – Canada | 6 – 1   |
| 3  | Brooklyn        | 6 november 1926   | Vriendschappelijk               | Verenigde Staten – Canada | 6 – 2   |
| 4  | Toronto         | 22 juni 1957      | WK 1958 kwalificatie            | Canada – Verenigde Staten | 5 – 1   |
| 5  | St. Louis       | 6 juli 1957       | WK 1958 kwalificatie            | Verenigde Staten – Canada | 2 – 3   |
| 6  | Toronto         | 13 oktober 1968   | WK 1970 kwalificatie            | Canada – Verenigde Staten | 4 – 2   |
| 7  | Atlanta         | 26 oktober 1968   | WK 1970 kwalificatie            | Verenigde Staten – Canada | 1 – 0   |
| 8  | Saint John's    | 20 augustus 1972  | WK 1974 kwalificatie            | Canada – Verenigde Staten | 3 – 2   |
| 9  | Baltimore       | 29 augustus 1972  | WK 1974 kwalificatie            | Verenigde Staten – Canada | 2 – 2   |
| 10 | Windsor         | 5 augustus 1973   | Vriendschappelijk               | Canada – Verenigde Staten | 0 – 2   |
| 11 | Vancouver       | 24 september 1976 | WK 1978 kwalificatie            | Canada – Verenigde Staten | 1 – 1   |
| 12 | Seattle         | 20 oktober 1976   | WK 1978 kwalificatie            | Verenigde Staten – Canada | 2 – 0   |
| 13 | Port-au-Prince  | 22 december 1976  | WK 1978 kwalificatie            | Canada – Verenigde Staten | 3 – 0   |
| 14 | Fort Lauderdale | 25 oktober 1980   | WK 1982 kwalificatie            | Verenigde Staten – Canada | 0 – 0   |
| 15 | Vancouver       | 1 november 1980   | WK 1982 kwalificatie            | Canada – Verenigde Staten | 2 – 1   |
| 16 | Vancouver       | 2 april 1985      | Vriendschappelijk               | Canada – Verenigde Staten | 2 – 0   |
| 17 | Portland        | 4 april 1985      | Vriendschappelijk               | Verenigde Staten – Canada | 1 – 1   |
| 18 | Miami           | 5 februari 1986   | Vriendschappelijk               | Canada – Verenigde Staten | 0 – 0   |
| 19 | Los Angeles     | 16 maart 1991     | NAFC-kampioenschap 1991         | Verenigde Staten – Canada | 2 – 0   |
| 20 | St. John's      | 3 september 1992  | Vriendschappelijk               | Canada – Verenigde Staten | 0 – 2   |
| 21 | Greensboro      | 9 oktober 1992    | Vriendschappelijk               | Verenigde Staten – Canada | 0 – 0   |
| 22 | Costa Mesa      | 3 maart 1993      | Vriendschappelijk               | Verenigde Staten – Canada | 2 – 2   |
| 23 | Palo Alto       | 16 maart 1997     | WK 1998 kwalificatie            | Verenigde Staten – Canada | 3 – 0   |
| 24 | Burnaby         | 9 november 1997   | WK 1998 kwalificatie            | Canada – Verenigde Staten | 0 – 3   |
| 25 | Pasadena        | 30 januari 2002   | CONCACAF Gold Cup 2002          | Canada – Verenigde Staten | 0 – 0   |
| 26 | Fort Lauderdale | 30 januari 2003   | Vriendschappelijk               | Verenigde Staten – Canada | 4 – 0   |
| 27 | Seattle         | 9 juli 2005       | CONCACAF Gold Cup 2005          | Verenigde Staten – Canada | 2 – 0   |
| 28 | San Diego       | 22 januari 2006   | Vriendschappelijk               | Verenigde Staten – Canada | 0 – 0   |
| 29 | Chicago         | 21 juni 2007      | CONCACAF Gold Cup 2007          | Canada – Verenigde Staten | 1 – 2   |
| 30 | Detroit         | 7 juni 2011       | CONCACAF Gold Cup 2011          | Verenigde Staten – Canada | 2 – 0   |
| 31 | Toronto         | 3 juni 2012       | Vriendschappelijk               | Canada – Verenigde Staten | 0 – 0   |
| 32 | Houston         | 29 januari 2013   | Vriendschappelijk               | Verenigde Staten – Canada | 0 – 0   |
| 33 | Carson          | 5 februari 2016   | Vriendschappelijk               | Verenigde Staten − Canada | 1 − 0   |
| 34 | Toronto         | 16 oktober 2019   | CONCACAF Nations League 2019/20 | Canada − Verenigde Staten | 2 − 0   |
| 35 | Orlando         | 15 november 2019  | CONCACAF Nations League 2019/20 | Verenigde Staten − Canada | 4 − 1   |
| 36 | Kansas City     | 18 juli 2021      | CONCACAF Gold Cup 2021          | Verenigde Staten − Canada | 1 − 0   |
| 37 | Nashville       | 5 september 2021  | WK 2022 kwalificatie            | Verenigde Staten − Canada | 1 − 1   |
| 38 | Hamilton        | 30 januari 2022   | WK 2022 kwalificatie            | Canada – Verenigde Staten | 2 – 0   |
| 39 | Paradise        | 18 juni 2023      | CONCACAF Nations League 2022/23 | Canada − Verenigde Staten | 0 − 2   |
| 40 | Cincinnati      | 9 juli 2023       | CONCACAF Gold Cup 2023          | Verenigde Staten − Canada | 2 − 2   |
| 41 | Kansas City     | 7 september 2024  | Vriendschappelijk               | Verenigde Staten − Canada | 1 − 2   |
| 42 | Inglewood       | 23 maart 2025     | CONCACAF Nations League 2024/25 | Canada − Verenigde Staten | 2 − 1   |

## Samenvatting
| Competitie              | Totaal gespeeld | Winst Canada | Gelijk | Winst Verenigde Staten | Doelsaldo Canada – Verenigde Staten |
| ----------------------- | --------------- | ------------ | ------ | ---------------------- | ----------------------------------- |
| WK-kwalificatie         | 15              | 7            | 4      | 4                      | 26 − 21                             |
| CONCACAF Gold Cup       | 6               | 0            | 2      | 4                      | 3 − 9                               |
| CONCACAF Nations League | 4               | 2            | 0      | 2                      | 5 − 7                               |
| NAFC-kampioenschap      | 1               | 0            | 0      | 1                      | 0 − 2                               |
| Vriendschappelijk       | 16              | 3            | 7      | 6                      | 11 − 25                             |
| Totaal                  | 42              | 12           | 13     | 17                     | 45 − 62                             |

Wedstrijden bepaald door strafschoppen worden, in lijn met de FIFA, als een gelijkspel gerekend.

## Details

### Achtste ontmoeting
| WK 1974 kwalificatie (Saint John's, Canada, 20 augustus 1972): |       |                                    |
| Canada                                                         | 3 – 2 | Verenigde Staten                   |
| Leslie Parsons 5' Bruce Twamley 41' Glen Johnson 63'           | goals | 65' William Roy 88' Rudy Getzinger |

### Negende ontmoeting
| WK 1974 kwalificatie (Baltimore, Verenigde Staten, 29 augustus 1972): |       |                                 |
| Verenigde Staten                                                      | 2 – 2 | Canada                          |
| William Roy 14' Gene Geimer 25'                                       | goals | 9' Ike Mackay 81' James Douglas |

### Elfde ontmoeting
| WK 1978 kwalificatie (Vancouver, Canada, 24 september 1976): |       |                  |
| Canada                                                       | 1 – 1 | Verenigde Staten |
| Robert Bolitho 77'                                           | goals | 8' Boris Bandov  |

### Twaalfde ontmoeting
| WK 1978 kwalificatie (Seattle, Verenigde Staten, 20 oktober 1976): |       |        |
| Verenigde Staten                                                   | 2 – 0 | Canada |
| Miro Rys 55' Julie Veee 81'                                        | goals |        |

### Negentiende ontmoeting
| NAFC-kampioenschap 1991 (Los Angeles, Verenigde Staten, 16 maart 1991):                                                                                   |              | |
| Verenigde Staten | 2 – 0        | Canada |
| Dante Washington 13' Bruce Murray 60' | goals        | |
| Johan Kowalski | bondscoach   | Tony Waiters |
| Tony Meola Steve Trittschuh Alexi Lalas Paul Krumpe Marcelo Balboa Troy Dayak Chris Henderson 82' Bruce Murray Eric Wynalda Peter Vermes Dante Washington | opstellingen | Paul Dolan Ian Bridge Patrick Diotte Drew Ferguson Mark Watson Gerry Gray Lyndon Hooper Jamie Lowery 82' Norm Odinga John Catliff 48' Grant Needham |
| Jeff Agoos 82' | wissels      | 48' Doug Muirhead 82' Nick Gilbert |

### Twintigste ontmoeting
| Vriendschappelijk (St. John's, Canada, 3 september 1992): |              | |
| Canada | 0 – 2        | Verenigde Staten |
| | goals        | 26' Mike Sorber 60' Peter Vermes |
| Bob Lenarduzzi | bondscoach   | Bora Milutinović |
| Paul Dolan 67' Dave Norman 67' Mike Sweeney 67' Frank Yallop Steven MacDonald Dino Lopez 33' Carl Valentine Colin Miller 78' Alex Bunbury Dale Mitchell Geoff Aunger 57' | opstellingen | Brad Friedel 72' Fernando Clavijo Marcelo Balboa Mike Lapper 78' John DeBrito Mike Burns Mike Sorber Mark Chung Joe-Max Moore 46' Cobi Jones 61' Peter Vermes |
| Lyndon Hooper 33' Jim Easton 57' Pat Harrington 67' Mark Watson 67' Marco Rizi 67' Nick Gilbert 78'                                                                      | wissels      | 46' Yari Alnutt 61' Joey Leonetti 72' Matt Kmosko 78' Mike Gosselin                                                                                           |
| - Debuut van Cobi Jones, Brad Friedel en Joe-Max Moore voor de Verenigde Staten.                                                                                         |              | |

### 21ste ontmoeting
| Vriendschappelijk (Greensboro, Verenigde Staten, 9 oktober 1992): |       |        |
| Verenigde Staten                                                  | 0 – 0 | Canada |
|                                                                   | goals |        |

### 22ste ontmoeting
| Vriendschappelijk (Costa Mesa, Verenigde Staten, 4 maart 1993): |       |                                       |
| Verenigde Staten                                                | 2 – 2 | Canada                                |
| Dominic Kinnear 2' Bruce Murray 64' (pen.)                      | goals | 14' Steven MacDonald 30' John Catliff |

### 23ste ontmoeting
| WK 1998 kwalificatie (Stanford, Verenigde Staten, 16 maart 1997):                                                                                       |              | |
| Verenigde Staten | 3 – 0        | Canada |
| Eric Wynalda 7' Eddie Pope 13' Earnest Stewart 88' | goals        | |
| Steve Sampson | bondscoach   | Bob Lenarduzzi |
| Kasey Keller Eddie Pope Marcelo Balboa Alexi Lalas Jeff Agoos Thomas Dooley Earnest Stewart John Harkes 60' Claudio Reyna 81' David Wagner Eric Wynalda | opstellingen | Craig Forrest 53' Colin Miller Randy Samuel Mark Watson Frank Yallop Geoff Aunger 53' Lyndon Hooper John Limniatis Carlo Corazzin Alex Bunbury Paul Peschisolido |
| Michael Mason 60' Mike Sorber 81' | wissels      | 53' Iain Fraser 53' Fernando Aguiar |
| Earnest Stewart 72' Marcelo Balboa 78' | gele kaarten | 33' Frank Yallop 49' John Limniatis |

### 24ste ontmoeting
| WK 1998 kwalificatie (Edmonton, Canada, 9 november 1997):                                                                                             |              | |
| Canada | 0 – 3        | Verenigde Staten |
| | goals        | 5' Claudio Reyna 80' Roy Wegerle 90+4' Roy Wegerle |
| Bob Lenarduzzi | bondscoach   | Steve Sampson |
| Paul Dolan Frank Yallop Mark Watson Jason de Vos Iain Fraser Colin Miller Jason Bent 46' Nick Dasovic 69' Carlo Corazzin Alex Bunbury Martin Nash 60' | opstellingen | Brad Friedel Eddie Pope Marcelo Balboa Alexi Lalas Mike Burns 46' Predrag Radosavljevic Thomas Dooley Claudio Reyna Roy Wegerle Joe-Max Moore 71' Eric Wynalda |
| Domenic Mobilio 46' Garret Kusch 60' Geoff Aunger 69'                                                                                                 | wissels      | 46' Earnest Stewart 71' Cobi Jones |
| Jason de Vos 26' Mark Watson 45' Domenic Mobilio 76'                                                                                                  | gele kaarten | 60' Roy Wegerle 76' Earnest Stewart |

### 25ste ontmoeting
| CONCACAF Gold Cup 2002 (Pasadena, Verenigde Staten, 30 januari 2002): |                     |                                                      |
| Canada                                                                | 0 – 0               | Verenigde Staten                                     |
|                                                                       | goals               |                                                      |
| Kevin McKenna Paul Stalteri Dwayne De Rosario Tam Nsaliwa             | strafschoppen 2 – 4 | Landon Donovan Brian McBride Jeff Agoos Clint Mathis |

### 26ste ontmoeting
| Vriendschappelijk (Fort Lauderdale, Verenigde Staten, 18 januari 2003): |       |        |
| Verenigde Staten                                                        | 4 – 0 | Canada |
| Carlos Bocanegra 7' Clint Mathis 31' Chris Klein 32' Steve Ralston 61'  | goals |        |

### 27ste ontmoeting
| CONCACAF Gold Cup 2005 (Seattle, Verenigde Staten, 9 juli 2005): |       |        |
| Verenigde Staten                                                 | 2 – 0 | Canada |
| Atiba Hutchinson 48' (e.d.) Landon Donovan 90'                   | goals |        |

### 28ste ontmoeting
| Vriendschappelijk (San Diego, Verenigde Staten, 22 januari 2006):                                                                                           |              | |
| Verenigde Staten | 0 – 0        | Canada |
| | goals        | |
| Bruce Arena | bondscoach   | Frank Yallop |
| Matt Reis Heath Pearce Jimmy Conrad Eddie Pope Frankie Hejduk 46' Ben Olsen 46' Landon Donovan Clint Dempsey Josh Wolff 73' Brian Ching Taylor Twellman 56' | opstellingen | Greg Sutton Adam Braz Ante Jazic Gabriel Gervais Marco Reda Adrian Serioux Sandro Grande Patrice Bernier Atiba Hutchinson Rob Friend Dwayne De Rosario |
| Chris Klein 46' Kerry Zavagnin 46' Eddie Johnson 56' 81' Chris Rolfe 73' Freddy Adu 81'                                                                     | wissels      | 70' Will Johnson 84' Stephen Ademolu |
| | gele kaarten | 90' Patrice Bernier |

### 29ste ontmoeting
| CONCACAF Gold Cup 2007 (Chicago, Verenigde Staten, 21 juni 2007): |       |               |
| Verenigde Staten                                                  | 2 – 1 | Canada        |
| Frankie Hejduk 39' Landon Donovan 45' (pen.)                      | goals | 76' Iain Hume |

### 30ste ontmoeting
| CONCACAF Gold Cup 2011 (San Diego, Verenigde Staten, 7 juni 2011): |       |        |
| Verenigde Staten                                                   | 2 – 0 | Canada |
| Jozy Altidore 15' Clint Dempsey 62'                                | goals |        |

### 31ste ontmoeting
| Vriendschappelijk (Toronto, Canada, 3 juni 2012): |       |                  |
| Canada                                            | 0 – 0 | Verenigde Staten |
|                                                   | goals |                  |

### 32ste ontmoeting
| Vriendschappelijk (Houston, Verenigde Staten, 29 januari 2013): |       |        |
| Verenigde Staten                                                | 0 – 0 | Canada |
|                                                                 | goals |        |

### 33ste ontmoeting
| Vriendschappelijk (Carson, Verenigde Staten, 5 februari 2016): |       |        |
| Verenigde Staten                                               | 1 – 0 | Canada |
| Jozy Altidore 89'                                              | goals |        |